# 난쟁이쿠스쿠스속
난쟁이쿠스쿠스속(Strigocuscus)은 쿠스쿠스과에 속하는 유대류 속의 하나이다. 2종으로 이루어져 있다. 술라웨시섬(월리스지역에서 가장 큰 섬)과 주변의 작은 해안가 섬 일부에서만 발견된다.

## 특징
술라웨시난쟁이쿠스쿠스는 몸통 길이가 29.4~38cm이고 꼬리 길이가 27~37.3cm이다. 뱅가이쿠스쿠스의 몸통 길이는 35~37.5cm, 꼬리 길이는 24.5~30cm, 몸무게는 1070~1150g이다. 균일하고 밝은 샤모아 색을 띠는 술라웨시난쟁이쿠스쿠스와 달리 뱅가이쿠스쿠스의 상체는 갈색부터 불그스레한 색까지 다양한 색을 띠고 하체는 밝은 갈색부터 누르스름한 색까지 다양하다.

## 분포 및 서식지
술라웨시난쟁이쿠스쿠스 술라웨시섬과 함께 북쪽 상히에섬과 시아우섬, 남동쪽의 마누섬에도 분포한다. 뱅가이쿠스쿠스는 펠렝섬과 술라웨시섬 동쪽의 탈리아부섬에서만 서식한다.

## 생태
난쟁이쿠스쿠스속 종은 거의 수상성 서식지에서 서식하지만 이차림과 교외 지역에서 발견되기도 한다. 일부 표본은 코코야자 잎 사이에서 자는 모습이 관찰되기도 한다. 술라웨시난쟁이쿠스쿠스는 야행성, 과식성 동물이고 대개 짝을 지어 생활한다. 뱅가이쿠스쿠스는 연중 번식을 하고 거의 항상 한 마리의 새끼를 키운다.

## 하위 종
- 술라웨시난쟁이쿠스쿠스 (S. celebensis) (Gray, 1858) - 술라웨시섬
- 뱅가이쿠스쿠스 (S. pelengensis) (Tate, 1945)

이전에는 쿠스쿠스속으로 분류했다.